# Атенеум (российский журнал)
«Атенеум» („Athenaeum. Pismo Poświęcone Historii, Literaturze, Sztukom, Krytyce itd.“) — виленский научно-литературный журнал, который выходил в 1841—1851 по инициативе писателя Юзефа Крашевского. Девиз журнала — «Медленно, но постоянно». Вышло 66 номеров.

## История
Проект издания журнала реализовывался в условиях жёсткой цензуры после подавления восстания 1830—1831 годов. Разрешение на издание журнала Крашевский получил только летом 1840.  Крашевский связался с виленским издателем Теофилом Глюксбергом, который должен был отвечать за контакты с цензурой и за доставку из-за границы книг и журналов. Многие корреспонденты отсылали свои произведения Глюксбергу, или реже Юзефу Крашевского в Городок, надеясь увидеть их опубликованными. Взамен Крашевский обязывался подготавливать к печати шесть десятилистовых томов.
Пригласив к сотрудничеству всех отечественных литераторов и историков, Юзеф Крашевский сделал «Athenaeum» центром литературной жизни Белоруссии, Литвы и Украины. Пункты подписки, кроме главного в Вильне, были в Киеве, Львове, Кракове, Познани, Варшаве, Вроцлаве и других. Юзеф Крашевский, не выезжая из своего имения Городок на Волыни, с помощью нескольких литераторов редактировал журнал и отправлял его издателю Теофилу Глюксбергу в Вильну. За 8 лет сотрудничества с Глюксбергом было издано 48 томов. Однако вследствие уменьшения количества подписчиков (с 252 в 1843 до 163 в 1846) Глюксберг потребовал увеличить в «Athenaeum» количество развлекательных материалов, с чем не согласился Крашевский. С 1849 года он начал сотрудничество с виленской типографией Завадских. В их издательстве вышло еще 18 номеров журнала. Однако нерегулярность его выхода привела к дальнейшему уменьшению количества подписчиков — в 1851 году было продано только 122 экземпляра. В этом же году вышел последний номер журнала.

## Содержание
Журнал был вне конкуренции среди изданий того времени как по тиражу, так и по качеству материалов. С началом оживлённых дискуссий на тему крепостничества «Athenaeum» был широко известен своей либеральной позицией.
Всегда интересным в «Athenaeum» был первый раздел — «История». Это многочисленные документы XIII—XVIII веков, научные работы на историческую тему, рецензии. Среди авторов этого раздела был Юзеф Ярошевич. Значительную часть занимал литературный раздел. Произведения самого Крашевского, Михаила Грабовского, Станислава Рейтана, Александра Грозы, Казимира Буйницкого, Хенрика Жевуского, Юзефа Коженёвского, Людвига Штюрмера, Владислава Сырокомли, Адама Плуга, Яна Барщевского, Плакида Янковского, Мартина Цеплинского, Игнацы Ходзько, Тадеуша Лады-Заблоцкого и др. рисовали отечественные пейзажи и отечественных героев. В третьем разделе — «Искусство» — помещались статьи о композиторах и художниках, заметки с выставок, а в разделе «Критика» рецензировались новоизданных книги, сборники, альманахи, перепечатывались из зарубежных журналов обзоры европейской литературы. Иногда появлялся раздел «Философия», где эклектично объединялись переводы Гегеля и консервативно-прокатолические работы Элеоноры Земенцкой. Также был раздел «Разное».
Белорусской тематике в «Athenaeum» место отводилось лишь изредка — помимо документов на западнорусском языке, белорусский язык появился на страницах журнала только однажды — в статье Ромуальда Зенкевича «Песни пинского люда». Помимо Литвы и литвинской идеологии, широко в журнале отражалась разве что Украина: многие корреспонденты, как и сам Юзеф Крашевский, жили там. С географической Белоруссии корреспондентов было очень мало.